# Вільне суспільство
Поняття «ві́льне суспі́льство» часто використовується лібертаріанськими теоретиками для позначення суспільства, в якому досягнуто їх ідеальні політичні, правові та економічні цілі.
У теоретичному вільному суспільстві всі люди діють добровільно, мають право на отримання влади та ресурси для самореалізації. Адлай Стівенсон визначив вільне суспільство як таке, в якому люди вважають «безпечним бути непопулярним» Інші, такі як Чандран Кукатхас, описали вільне суспільство як залежне від «принципу свободи асоціації». Сінді Кон стверджує, що свобода на «приватні бесіди» є «головною у вільному суспільстві». Визначення такого суспільства виходить з точки зору свободи слова — якщо люди мають право висловлювати свою думку, не побоюючись арешту, тюремного ув'язнення або фізичної шкоди. У вільному суспільстві, люди будуть організовуватися в громади, в тому числі на вільному ринку і в комунальних товариствах. Люди значно збільшать свої статки за відсутності обмежень на торгівлю і підприємництва.

## Економічна свобода
Громадяни вільного суспільства можуть об'єднуватися в добровільні асоціації, як-от вільний ринок. Ця свобода вибору є ключовою для створення вільного суспільства, і люди в результаті цього стануть багатшими через відсутність обмежень у торгівлі. Перші прихильники вільного ринку, такі як Джеймс Медісон, «розуміли, що прийняття правильних правил та розширення ринків забезпечить особисту й економічну свободу». Крім того, сперечалися про вплив держави на ринку, оскільки в 19 столітті існувала сильна віра в те, що «ринок слід розглядати як саморегульований механізм і що роль держави полягає в тому, щоб усувати себе настільки далеко, наскільки це можливо для того, щоб зникла втрутитися в діяльність ринку чи регулювати її».
Ідеал laissez-faire, при якому держава створює правила з єдиною метою захисту прав власності від злодійства й агресії, водночас дозволяючи ринку саморегулюватися. Адам Сміт стверджував, що у вільному суспільстві «кожна людина, якщо вона не порушує закони справедливості, абсолютно вільна в тому, щоб переслідувати свої власні інтереси та налаштувати свою промисловість і капітал для конкуренції з інтересами будь-кого ще». Обґрунтування бажання скоротити державне регулювання виходило з того, що «захист людей в усі часи був обманом тиранії — благання монархії, аристократії, особистих привілеїв[...] всіх рабовласників, що виправдовують рабство як захист рабів».
Хоча стверджувалося, що вільне суспільство означає залученість держави й регулювання, але все ще є аргументи проти цієї позиції. Припускають, що в суспільстві, яке містить вільний ринок, великі держави і їх участь — це добре, оскільки вона забезпечує соціальну справедливість і рівність. Хоча ця думка існує, «правда полягає в тому, що, хоча економічна криза [2008 року] могла створити умови для активнішого втручання держави й підвищеного скептицизму щодо бажаності необмежених вільних ринків, прихильникам такої держави треба переконливий аргумент їхньої думки». Таким чином, поточна точка зору прихильників вільного ринку свідчить, що державні повноваження повинні бути мінімальними, які існують виключно для захисту своїх громадян і їх майнових прав від шкоди. Недавно дебати з цього питання поновилися, це залишається консенсусом стосовно вільного ринку.

## Свобода слова
Свобода слова — це свобода говорити вільно, без цензури й обмежень. Попри те, що свобода слова варіюється від країни до країни, вона офіційно визнається законами більшості країн. Європейське Просвітництво стало причиною появи й поширення свободи слова. У 1689 році Білль про права Англії надав «свободу слова в парламенті». У 1789 році Французька революція проголосила права людини та громадянина. Свобода слова була оголошена безперечним правом. Через роки за свободою слова пішли проблеми й обмеження. Вони включають образи, збудження, дії, які охоплюють ріст протизаконної діяльності, комерційну мову і дитячу порнографію.
Історично держави намагалися перешкоджати свободі слова, довільно визначаючи її як небезпечну або загрозливу суспільству, визначаючи, що нею є, а що ні. Такі закони часто «використовуються політично впливовими фракціями для придушення мови, яка їх критикує» і «можуть бути використані в політичних цілях».

## Свобода релігії
Свобода віросповідання визначається як право сповідувати релігію публічно або в себе вдома. Це також охоплює повну свободу сповідувати релігію або взагалі не сповідувати релігію. Це також відомо як «свобода від релігії». У деяких частинах світу відсутня релігійна свобода.

### Принципи
- Свобода слова
- Свобода торгівлі
- Індивідуалізм

### Політичні системи
- Анархо-капіталізм
- Держава — нічний сторож

### Пов'язані підходи
- Відкрите суспільство
- Суспільство дозволу
- Бездержавне суспільство
- Добровільне суспільство[en]